# Notophthiracarus pavidus
Notophthiracarus pavidus är en kvalsterart som först beskrevs av Berlese 1913.  Notophthiracarus pavidus ingår i släktet Notophthiracarus och familjen Phthiracaridae.

## Underarter
Arten delas in i följande underarter:
- N. p. pavidus
- N. p. inopinatus